# Never Say Never (альбом Брэнди)
Never Say Never (с англ. — «Никогда не говори никогда») — второй студийный альбом американской певицы Брэнди, выпущенный 9 июня 1998 года на лейбле Atlantic Records. Большую часть песен спродюсировал Родни Джеркинс и его команда. В работе над пластинкой также принимал участие Дэвид Фостер.

## История создания
После выпуска мультиплатинового дебютного альбома и успешных синглов «Sittin' Up in My Room» и «Missing You», которые вошли в саундтрек к фильмам «В ожидании выдоха» и «Вызов» соответственно, Брэнди решила сделать паузу в музыкальной карьере. В этот период она окончила школу, поступила в колледж и занялась развитием актёрской карьеры. В 1995 году Брэнди начала играть главную роль в ситкоме «Моиша», а следующие два года снималась в музыкальном телефильме «Золушка» (1997) и в фильме ужасов «Я всё ещё знаю, что вы сделали прошлым летом» (1998). Вскоре Брэнди начала осознавать, что известна больше как актриса, хотя музыка имела для неё большое значение.
Запись пластинки откладывалась несколько раз, поскольку певице не нравился музыкальный материал, который ей предлагали. «Если я не чувствую песню, я не буду её петь. И многие песни, которые я прослушала, были не для меня» — говорила Брэнди в одном из своих интервью. По словам исполнительницы, она хотела, чтобы её второй альбом немного отличался от дебютного; она пыталась «изучить свой голос, узнать о других возможностях своего голоса» и «поиграть с другим звучанием». «Я больше не та маленькая девочка, коей была, когда записывала первую пластинку. Мой голос стал сильным инструментом; мой вокал исходит как от сердца, так и от диафрагмы».

## Запись

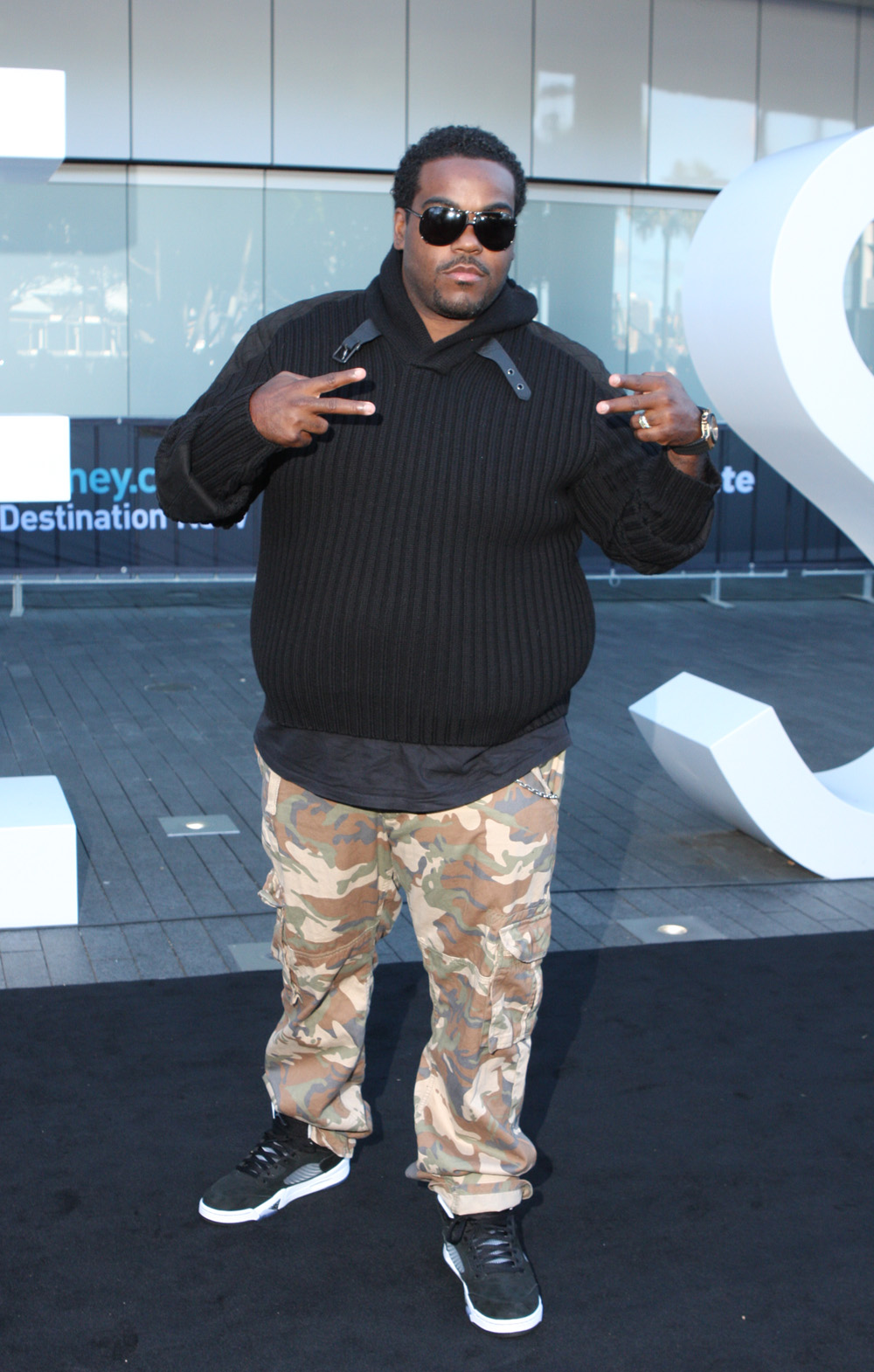
Never Say Never спродюсировал Родни Джеркинс и его команда

Изначально Брэнди попросила рэпершу и автора песен Мисси Эллиотт выступить одним из продюсеров её будущей пластинки. Однако лейбл Atlantic Records не поддержал инициативу Норвуд, поскольку Эллиотт вместе с Тимбалэндом работала над вторым альбомом R&B-певицы Алии One in a Million, выпущенным годом ранее. Перис Дэвис, впечатлённый пластинкой Мэри Джей Блайдж Share My World (1997), которую спродюсировал Родни «Darkchild» Джеркинс, попросил Джеркинса встретиться с Брэнди в Лос-Анджелесе. Вместе с братом Фредом Джеркинсом III и автором Лашоном Дэниелсом, за пять дней он проделал работу над пятью треками: «Learn the Hard Way», «Happy», «I Put That on Everything» и «Never Say Never». Представители Atlantic Records остались довольны этим материалом, заключили контракт с командой Джеркинса и попросили их спродюсировать ещё несколько песен для пластинки. Спродюсировав большую чать альбома, Джеркинса вскоре назначили исполнительным продюсером диска.
По воспоминаниям Фреда Джеркинса III, команда записывала пластинку с полудня до раннего утра. Поскольку студия находилась в Лос-Анджелесе, а сам Джеркинс был родом из Нью-Джерси, он перевёз в Лос-Анджелес членов своей семьи и друзей, чтобы те помогали ему в работе над диском. Фред Джеркинс, ради сотрудничества с Брэнди над Never Say Never, бросил постоянную работу в страховой компании Prudential Financial. В записи альбома также принимала участие сестра Родни Джеркинса Сибилла, которая выступила соавтором трека «Learn the Hard Way». Помимо Джеркинса и его команды, Брэнди также работала над пластинкой с канадским продюсером Дэвидом Фостером. Фостер спродюсировал три песни с Never Say Never: композицию «Have You Ever?», написанную Дайан Уоррен, «One Voice», написанную Гордоном Чамберсом, и кавер на песню Брайана Адамса «(Everything I Do) I Do It for You». По словам Брэнди, Джеркинс и Фостер «пробудили в ней лучшее, вокальное исполнение, о котором она даже не знала». Певица написала и спродюсировала большую часть альбома. После коммерческого успеха дебютной пластинки исполнительница заявила, что для неё очень важно, чтобы её музыка «была связана с широкой публикой».

## Коммерческий успех
Never Say Never дебютировал под третьим номером в американском хит-параде Billboard 200, в первую неделю было продано около 160 000 экземпляров диска. На второй неделе пребывания в чарте альбом закрепился на второй строчке, хотя его продажи снизились до 152 000 экземпляров. На 14-й неделе пластинка занимала 18-ю позицию в хит-параде, к тому времени было продано около 1,4 миллиона экземпляров, а к концу года её общие продажи в США составили 2,9 миллионов экземпляров, что позволило Never Say Never стать 13-м продаваемым альбомом 1998 года. В общей сложности диск провёл в Billboard 200 72 недели, 28 из которых он находился в первой двадцатке, и, согласно Nielsen Soundscan, по состоянию на 2012 год в США продано 4,6 миллионов экземпляров альбома. В итоге продажи диска превысили пять миллионов экземпляров и Американская ассоциация звукозаписывающих компаний (RIAA) пять раз присвоила ему статус платинового.
14 июня 1998 года Never Say Never дебютировал под 21-м номером в британском хит-параде, закрепившись вскоре на 19-й позиции в чарте. В итоге диску был присвоен платиновый статус в Великобритании за 300 000 проданных экземпляров.
Согласно журналу Billboard, к маю 1999 года мировые продажи альбома достигли семи миллионов экземпляров. В январе 2000 года обозреватель сайта Yahoo! сообщил, что Never Say Never стал четырежды платиновым в Канаде, дважды платиновым в Японии, платиновым в Австралии, Новой Зеландии и Южной Африке и золотым в Ирландии, Германии, Франции, Дании, Филиппинах, Индонезии и Малайзии. По состоянию на 2020 год по всему миру продано свыше 17 миллионов экземпляров пластинки.

## Список композиций
| №                   | Название                                | Автор(ы) | Продюсер(ы)                             | Длительность |
| ------------------- | --------------------------------------- | --- | --------------------------------------- | ------------ |
| 1.                  | «Intro»                                 | |                                         | 0:49         |
| 2.                  | «Angel in Disguise»                     | Родни «Darkchild» Джеркинс, Фред Джеркинс III, Лашон Дэниелс, Трейси Хейл, Николия «Tey-V» Турман, Джозеф Льюис Томас | Р. Джеркинс                             | 4:48         |
| 3.                  | «The Boy Is Mine» (совместно с Моникой) | Брэнди Норвуд, Р. Джеркинс, Ф. Джеркинс III, Дэниелс, Джапе Техеда                                                    | Р. Джеркинс, Даллас Остин, Норвуд       | 4:55         |
| 4.                  | «Learn the Hard Way»                    | Норвуд, Р. Джеркинс, Ф. Джеркинс III, Дэниелс, Сибилла Джеркинс Черри, Рик Уильямс                                    | Р. Джеркинс, Норвуд[A]                  | 4:51         |
| 5.                  | «Almost Doesn’t Count»                  | Гай Рош, Шелли Пейкен                                                                                                 | Ф. Джеркинс, Рош                        | 3:37         |
| 6.                  | «Top of the World» (совместно с Ma$e)   | Р. Джеркинс, Ф. Джеркинс III, Мэйсон Бета, Дэниелс, Исаак Филлипс, Турман                                             | Р. Джеркинс, Норвуд[A]                  | 4:41         |
| 7.                  | «U Don’t Know Me (Like U Used To)»      | Норвуд, Р. Джеркинс, Шон Брайант, Перис Дэвис, Филлипс                                                                | Р. Джеркинс, Норвуд[A]                  | 4:28         |
| 8.                  | «Never Say Never»                       | Норвуд, Р. Джеркинс, Ф. Джеркинс III, Дэниелс, Техеда, Уильямс                                                        | Р. Джеркинс, Норвуд[A]                  | 5:10         |
| 9.                  | «Truthfully»                            | Брэд Гильдерман, Р. Джеркинс, Харви Мейсон, Марк Нелсон                                                               | Гильдерман, Р. Джеркинс, Мейсон, Нелсон | 4:58         |
| 10.                 | «Have You Ever?»                        | Дайан Уоррен | Дэвид Фостер                            | 4:32         |
| 11.                 | «Put That on Everything»                | Норвуд, Р. Джеркинс, Ф. Джеркинс III, Дэниелс, Техеда                                                                 | Р. Джеркинс, Ф. Джеркинс III, Норвуд[A] | 4:51         |
| 12.                 | «In the Car Interlude»                  | | Р. Джеркинс                             | 1:10         |
| 13.                 | «Happy»                                 | Р. Джеркинс, Ф. Джеркинс III                                                                                          | Р. Джеркинс, Норвуд[A]                  | 4:06         |
| 14.                 | «One Voice»                             | Фил Гальдстон, Гордон Чамберс                                                                                         | Фостер                                  | 4:08         |
| 15.                 | «Tomorrow»                              | Норвуд, Р. Джеркинс, Ф. Джеркинс III, Дэниелс, Техеда                                                                 | Р. Джеркинс, Ф. Джеркинс III, Норвуд[A] | 5:21         |
| 16.                 | «(Everything I Do) I Do It for You»     | Брайан Адамс, Майкл Кэймен, Роберт Джон Ланг                                                                          | Фостер                                  | 4:10         |
| Общая длительность: | Общая длительность:                     | Общая длительность:                                                                                                   | Общая длительность:                     | 66:36        |

| №  | Название                                         | Автор(ы)                                                           | Продюсер(ы)                           | Длительность |
| -- | ------------------------------------------------ | ------------------------------------------------------------------ | ------------------------------------- | ------------ |
| 1. | «Have You Ever?» (Soul Skank Remix)              | Уоррен                                                             | Фостер, Soul Inside Productions 98[A] | 3:59         |
| 2. | «Top of the World» (Boogiesoul Remix Radio Edit) | Р. Джеркинс, Ф. Джеркинс III, Бета, Дэниелс, Исаак Филлипс, Турман | Р. Джеркинс, Норвуд[A], Boogieman[A]  | 3:53         |

Примечания
- ↑  означает дополнительного продюсера

### Комментарии
1. ↑  По другим данным было продано 16 миллионов экземпляров[30]